# فائوستینا کوواسکا
فائوستینا کوواسکا (لهستانی: Faustina Kowalska؛ ‏ ۲۵ اوت ۱۹۰۵ – ۵ اکتبر ۱۹۳۸) یک خواهر روحانی کلیسای کاتولیک در لهستان، عارف و قدیس مسیحی اهل لهستان بود. او مظاهری از عیسی مسیح را داشت که الهام‌بخش تعلق خاطر کلیسای کاتولیک به رحمت الهی بود و عنوان «کاتب رحمت الهی» را برای او به ارمغان آورد.
فائوستینا کوواسکا در طول حیات خود گزارش داد که رؤیاهایی از عیسی داشته که با او گفتگو کرده‌است و در دفتر خاطرات خود که بعدها با عنوان «خاطرات سنت ماریا فائوستینا کوواسکا: رحمت الهی در روح من» منتشر شد، آنها را ذکر کرده‌است. شرح حال او که به «مجمع امور قدیسان» ارائه شده‌است، برخی از گفتگوها با عیسی را در مورد دلبستگی و ایمان به رحمت الهی را نقل کرده‌است.
او در سن ۲۰ سالگی به صومعه‌ای در ورشو پیوست و کمی بعد به پوتسک و سپس به ویلنیوس منتقل شد که در آنجا با پدر میخاو سوپوچکو ملاقات کرد که رهبر روحانی و راهنمای معنوی او شد و از دیدگاه «تعلق خاطر به رحمت الهی» او حمایت کرد. با کمک این کشیش، کوواسکا از هنرمندی نقاش خواست تا نخستین تصویر رحمت الهی را بر اساس دید او از عیسی ترسیم کند. پدر سوپوچکو در حضور این نقاشی آیین عشای ربانی را در نخستین یکشنبه بعد از عید پاک، که به‌عنوان «یکشنبه دوم» یا «یکشنبه رحمت الهی» (که توسط پاپ ژان پل دوم تعیین شد)، نیز شناخته می‌شود، برگزار کرد.
کلیسای کاتولیک در ۳۰ آوریل ۲۰۰۰ کوواسکا را به‌عنوان قدیس تقدیس کرد. عارف در نیایش‌سرایی به عنوان «پاکدامن» طبقه‌بندی می‌شود و در کلیسا به عنوان «رسول رحمت الهی» مورد احترام قرار می‌گیرد. آرامگاه او در مکانی در شهر کراکوف به نام «حرم رحمت الهی» به خاک سپرده شد، همان جایی که او پایان عمر، زندگی خود را در آنجا گذراند و یک رهبر روحانی دیگر به نام یوزف آندراش را ملاقات کرد که او هم از فلسفهٔ پیام رحمت الهی حمایت می‌کرد.